# 王月要
王月要（1959年—）台灣珠寶設計師。
王月要從小喜歡古色古香的東西，常到隔壁大戶人家裡去欣賞傳統雕刻的家飾用品。1992年王月要的先生經營鐘錶失利後，銷售收藏十多年的茶壺和豬裝飾品。為了連結壺蓋、壺身，讓賣相更好，開始學習打中國結。隔年在台北市開店並開辦授課教結藝。2000年參與香港國際珠寶展時，以中國風的珠寶設計受关注。2004年出版璟璘璀璨-王月要珠寶結藝設計作品集，並開始建立個人品牌。2006年在台灣首次以結合服飾與珠寶藝術，於國父紀念館舉辦個展。此後，開始受邀到國際珠寶展覽參展。
2007年 接受美國CNBC電視網與Discovery頻道，採訪介紹「臺灣精品-王月要珠寶」。2014年獲中华民国文化部 「非凡三寶創建臺灣」國際論壇邀请进行演講，并獲臺灣優質產品金牌獎。2016年獲「全球華人旗袍十大領軍人物」與「魅力十佳旗袍人」兩項殊榮。